# Hanshin Tigers
Die Hanshin Tigers (jap. 阪神タイガース, Hanshin taigāsu) sind ein japanisches Nippon Professional Baseball Team, das in der Central League spielt. Die Mannschaft trägt ihre Heimspiele vor allem im Hanshin-Kōshien-Stadion in Nishinomiya, Präfektur Hyōgo aus.
Das Team wurde 1935 von der Eisenbahngesellschaft Hanshin Electric Railway Co., Ltd. unter dem Namen Ōsaka Tigers (大阪タイガース, Ōsaka taigāsu) als zweiter Profiverein in Japan gegründet.

## Geschichte

Platzierung der Tigers in der Central League

Als der Dai Nippon Tokyo Yakyu Club (später Yomiuri Giants) im Jahr 1934 gegründet wurde, um gegen ein Team von MLB-Stars während ihrer Tournee durch Japan antraten und Japan sein erstes professionelles Baseballteam erhielt, begann der Giants-Besitzer Matsutaro Shoriki über die Gründung einer Profiliga nachzudenken. Die erste Gruppe, mit der er Kontakt aufnahm, war eine Eisenbahngesellschaft in der Region Osaka-Kobe, die Hanshin Electric Railway. Das Unternehmen war Eigentümer des größten Stadions im Orient, dem Hanshin Koshien Stadion (erbaut 1924). Das Unternehmen wollte sehen, ob sich professioneller Baseball in Japan durchsetzen würde, war aber auch besorgt über die Möglichkeit, ein Profiteam in das Hanshin-Kōshien-Stadion zu bringen, das bereits als Austragungsort der Highschool-Turniere im Frühjahr und Sommer war.
Am 16. August 1935 fand ein erstes Testspiel im Kōshien-Stadion statt. Das Spiel wurde vor rund 8.000 Zuschauern ausgetragen, von denen 4.486 Eintritt zahlten, was ein echtes Zuschauerinteresse am Baseball in Japan bekundete. Am begann mit der Arbeit, ein Team aufzustellen. Am 10. Dezember 1935 wurde der Verein als Osaka Yakyu Club gegründet. Man verpflichtete sechs Spieler, darunter Masato Monzen, der erste Vertragsspieler in der Vereinsgeschichte und den Manager Shigeo Mori. Der Name Tigers entstand, als die Hanshin Electric Railway seine Angestellten nach Ideen fragte und Tigers einer der beliebtesten Vorschlägen war. Daher wurde das Team ab seinem ersten professionellen Spiel im Jahr 1936 als Osaka Tigers bekannt. Die Tigers gewannen die Frühjahrsmeisterschaft 1936 und waren damit die ersten Meisterschaftssieger in der Geschichte des japanischen Profibaseballs.
Im Jahr 1940 änderten die Tigers ihren Namen aufgrund der ausländerfeindlichen Stimmung und des Verbots englischer Spitznamen durch die Tojo-Regierung in Hanshin Club. Im Jahr 1947 kehrte das Team zu Ōsaka Tigers zurück, nachdem die JPBL englische Spitznamen vorgeschrieben hatte. Der aktuelle Teamname wurde 1961 angenommen, da das Team im Vorort Nishinomiya spielte, der nicht zur Präfektur Osaka gehört.
Vor der Einführung des Zwei-Liga-Systems im Jahr 1950 gewannen die Tigers vier Titel. Seit der Aufteilung der Liga in die Central League und die Pacific League haben die Tigers sechsmal die Meisterschaft der Central League gewonnen (1962, 1964, 1985, 2003, 2005, 2023) und zweimal die Japan Series (1985, 2023).
Als die Major League Baseball-Saison 2004 in Japan begann, spielten die Tigers am 29. März im Tokyo Dome ein Testspiel gegen die New York Yankees. Die Tigers gewannen 11:7.

## Stadien

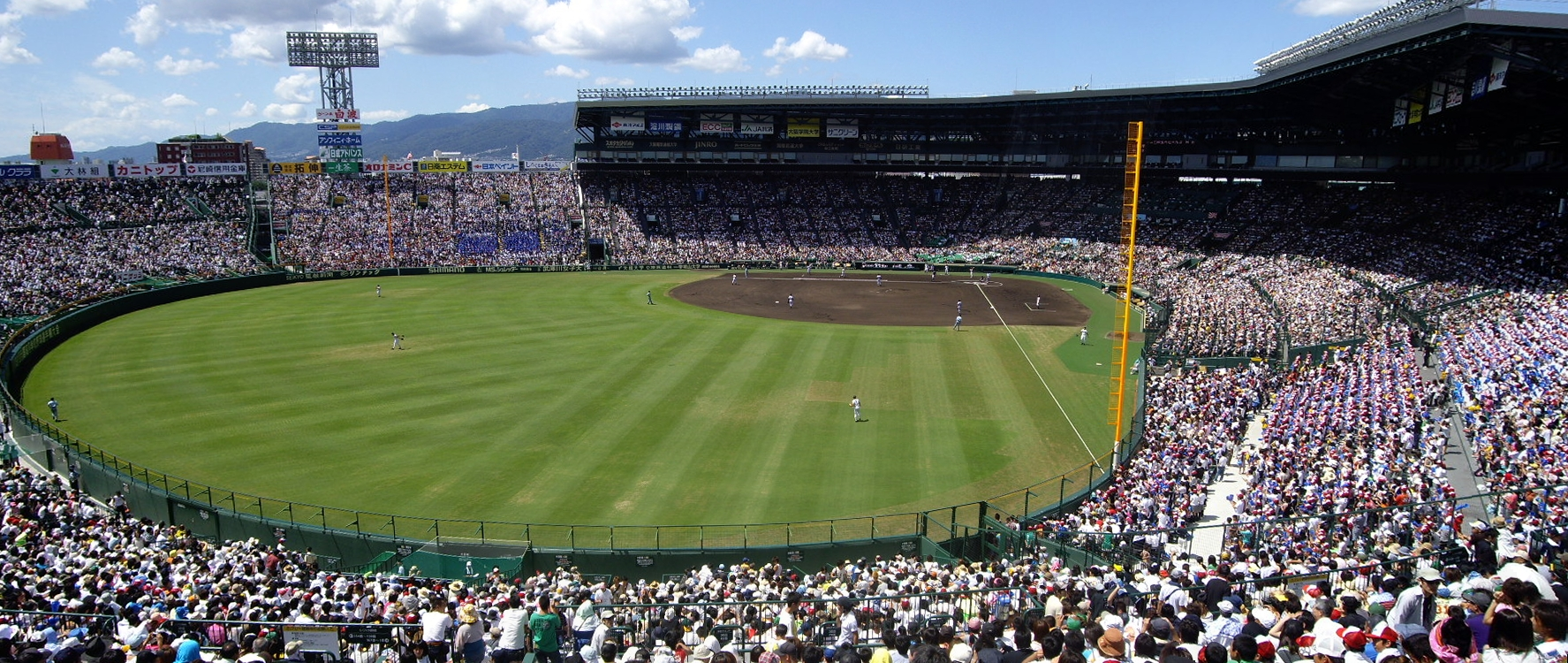
Innenansicht des Koshien Stadions

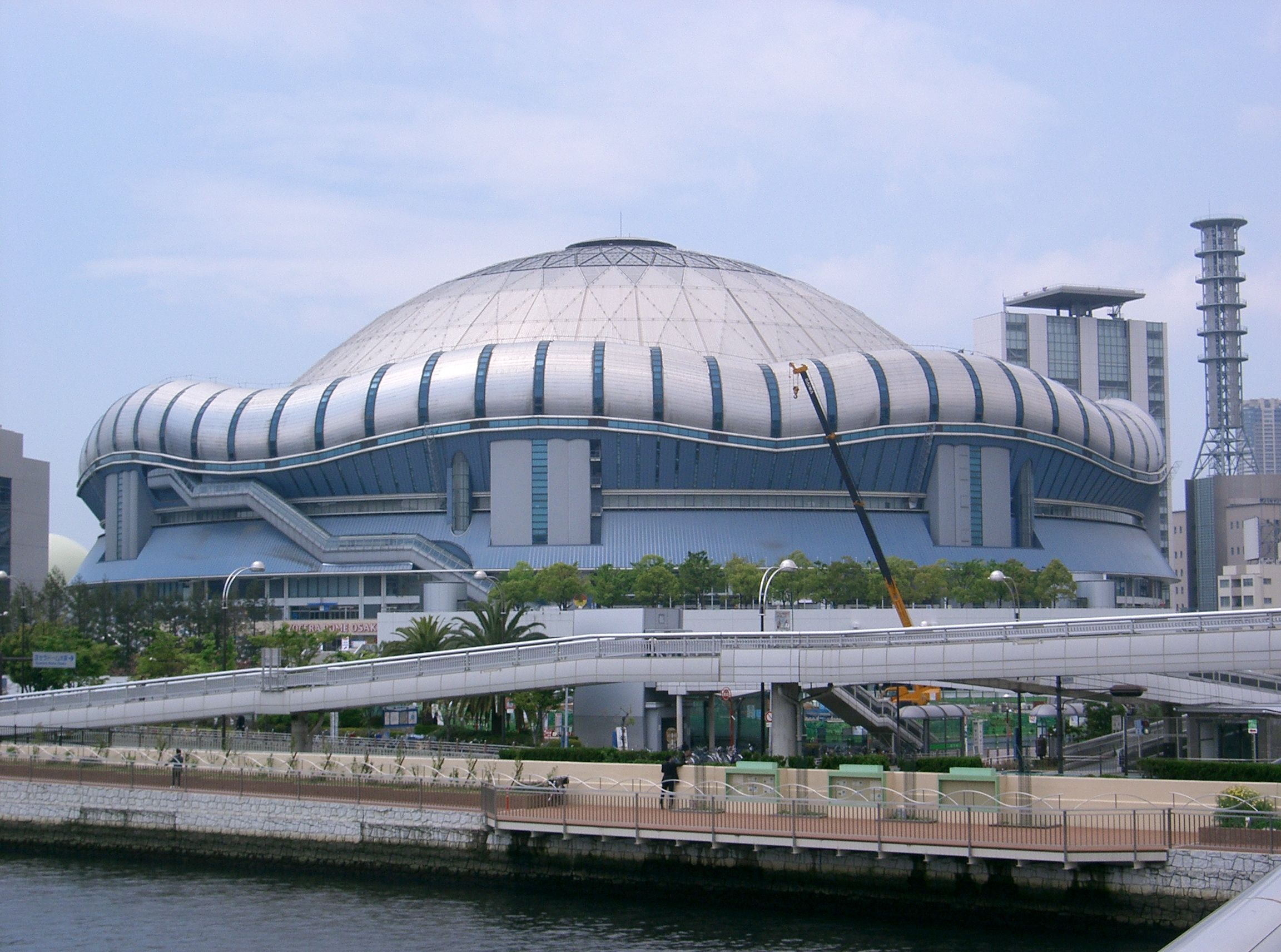
Außenansicht des Osaka Dome

Die Tigers tragen ihre Heimspiele im 1924 eröffneten Hanshin-Kōshien-Stadion aus. Im Frühjahr und Sommer ist das Stadion Austragungsort von nationalen Highschool-Meisterschaftsturnieren. Das Sommerturnier findet mitten in der Saison der Tigers statt, so dass die Tigers gezwungen sind, ihre Heimspiele im Kyocera Dome Osaka auszutragen. Der Osaka Dome ist das Heimstadion der Orix Buffaloes der Pacific League.